# Kokoro no chizu
Kokoro no chizu (ココロのちず? La mappa del cuore) è un brano musicale dal gruppo musicale giapponese BOYSTYLE, pubblicato il 17 novembre 2004 come ottavo singolo del gruppo. Il brano è stato utilizzato come quinta sigla di apertura per gli episodi dal 207 al 263 dell'anime One Piece, in sostituzione della precedente sigla Hikari e.

## Tracce
CD singolo
1. Kokoro no chizu (ココロのちず?) - 4:24
2. Tomorrow~ Fuu no Douhyou~ (Tomorrow ～風の道標～?) - 4:55
3. Kokoro no chizu (Instrumental) - 4:24
4. Tomorrow~ Fuu no Douhyou~ (Instrumental) - 4:51

## Classifiche
| Classifica (2004) | Posizione massima |
| ----------------- | ----------------- |
| Giappone (Oricon) | 24                |